# 伊藤丈紘
伊藤 丈紘（いとう たけひろ、1984年 - ）は、日本の映画監督。宮城県出身。

## 経歴
横浜国立大学大学院環境情報学府修了。東京芸術大学大学院映像研究科修了。
大学院修了後の初長編作品『OUT THERE』が、2016年のマルセイユ国際映画祭にて日本映画としては初めてインターナショナルコンペティションと処女長編コンペティションへ同時選出された。

## 監督作品
- ZERO NOIR（2010年）[4]
- MORE（2011年）
- OUT THERE（2016年）[5][6]